# بهشت یا لاس وگاس (ترانه)
«بهشت یا لاس وگاس» (به انگلیسی: Heaven or Las Vegas) ترانه‌ای از گروهٔ موسیقی اسکاتلندی کوکتو تویینز می‌باشد که در اکتبر سال ۱۹۹۰ به‌عنوان دومین تک‌آهنگ از آلبوم بهشت یا لاس وگاس منتشر گردید. این ترانه دریم پاپ توصیف شده‌است.